# Fontain
Fontain est une commune nouvelle française créée le 1er janvier 2019 et située dans le département du Doubs, la région culturelle et historique de Franche-Comté et la région administrative Bourgogne-Franche-Comté.
Elle est constituée par la fusion des anciennes communes de Fontain et d'Arguel, et la nouvelle structure a conservé le nom de Fontain.
Les habitants se nomment les Fontainois et Fontainoises,.

## Géographie

### Description
Le bourg de Fontain est établi sur le crêt et le versant sud d'un anticlinal du faisceau bisontin tandis que le bourg d'Arguel occupe une combe de ce même faisceau.
La commune est desservie par les lignes  23  85  du réseau de transport en commun Ginko.

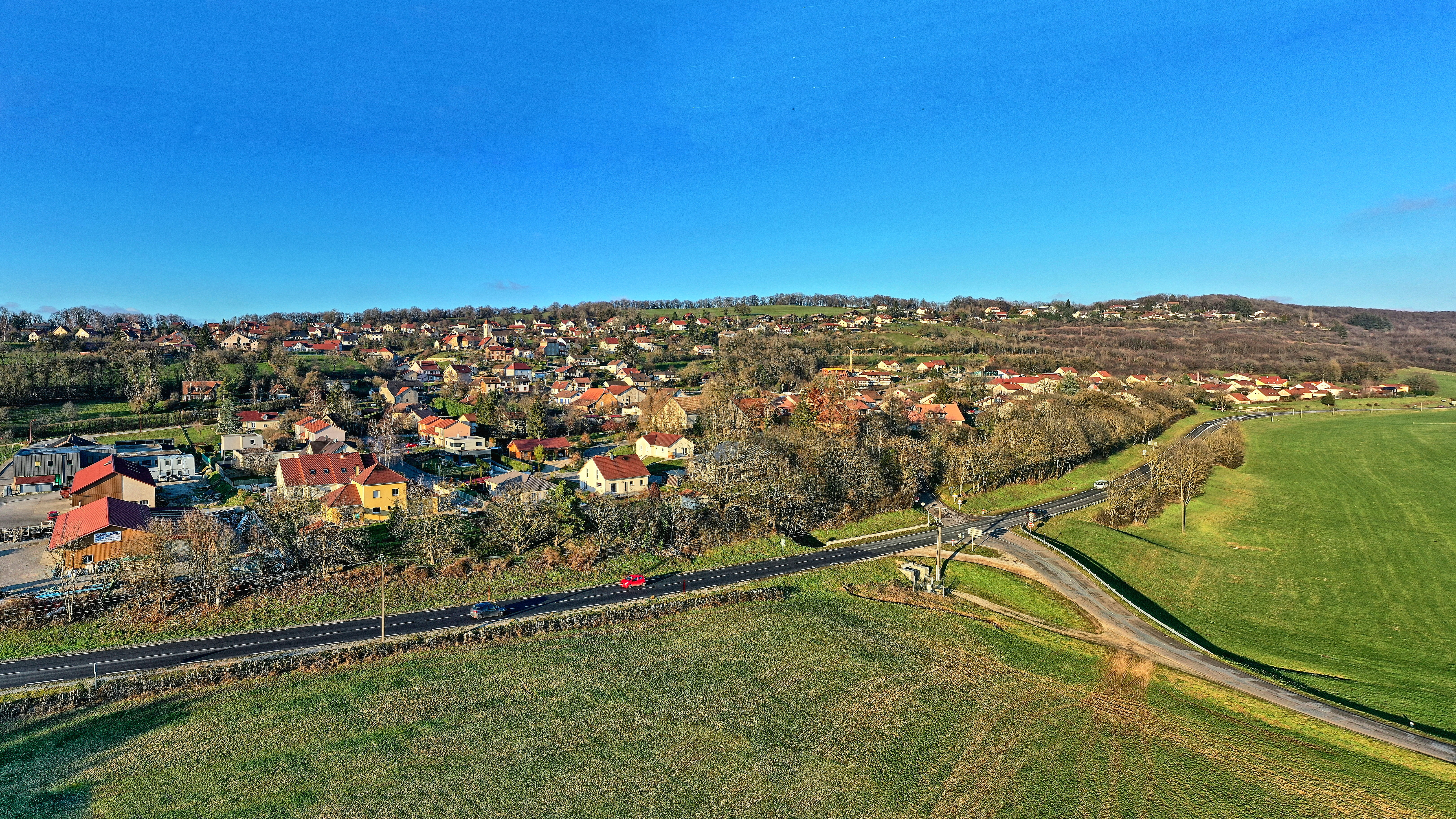
Vue générale du bourg de Fontain.
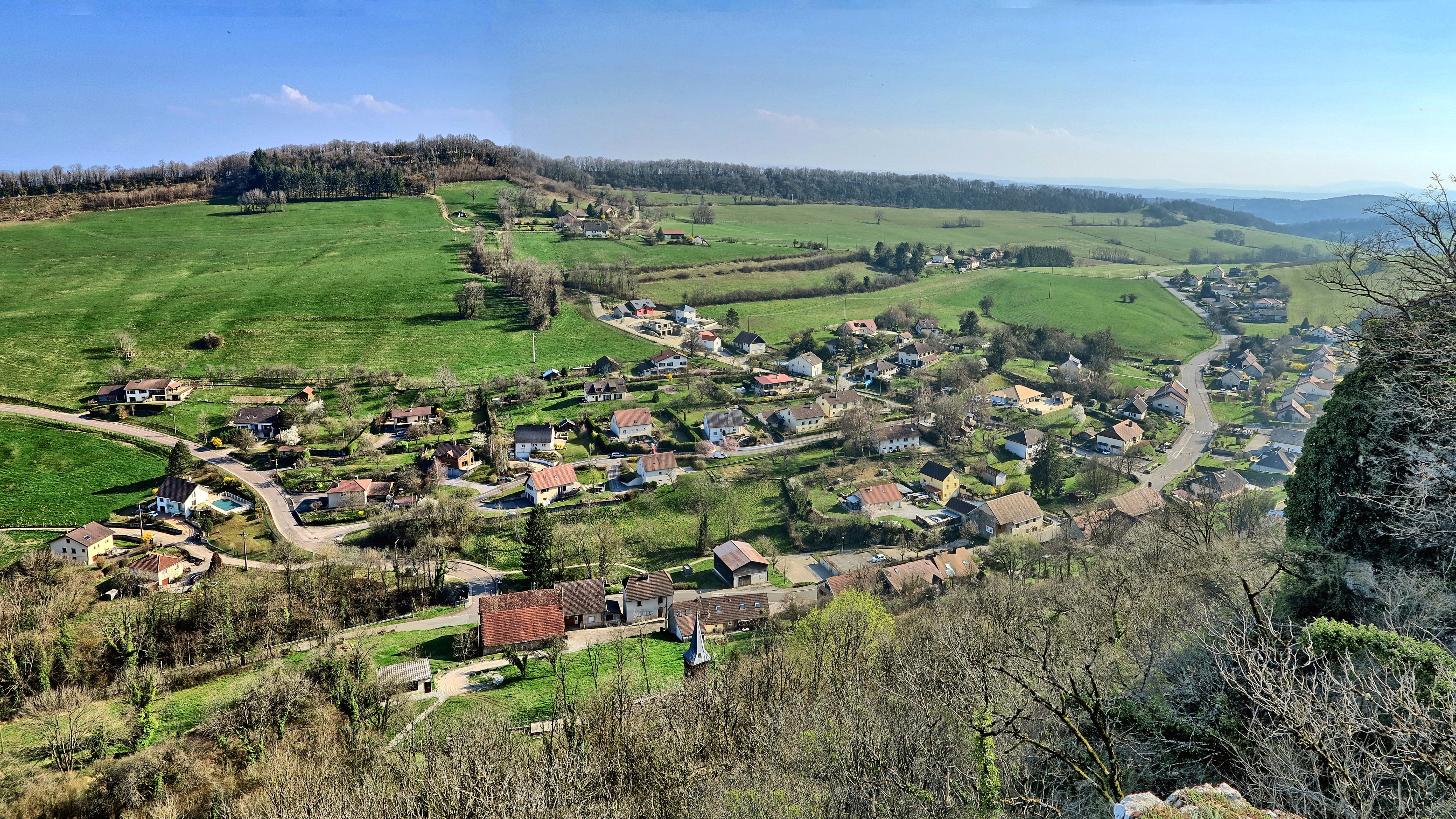
Le bourg d'Arguel vu depuis l'ancien château.

### Communes limitrophes
Les communes limitrophes sont  Besançon, Beure, La Vèze, Les Monts-Ronds, Montrond-le-Château, Morre et Pugey.

### Climat
Pour des articles plus généraux, voir Climat de la Bourgogne-Franche-Comté et Climat du Doubs.
En 2010, le climat de la commune est de type climat de montagne, selon une étude du Centre national de la recherche scientifique s'appuyant sur une série de données couvrant la période 1971-2000. En 2020, Météo-France publie une typologie des climats de la France métropolitaine dans laquelle la commune est exposée à un climat semi-continental et est dans la région climatique Jura, caractérisée par une forte pluviométrie en toutes saisons (1 000 à 1 500 mm/an), des hivers rigoureux et un ensoleillement médiocre.
Pour la période 1971-2000, la température annuelle moyenne est de 10 °C, avec une amplitude thermique annuelle de 17,2 °C. Le cumul annuel moyen de précipitations est de 1 263 mm, avec 13,8 jours de précipitations en janvier et 9,8 jours en juillet. Pour la période 1991-2020, la température moyenne annuelle observée sur la station météorologique de Météo-France la plus proche, « Besançon », sur la commune de Besançon à 5 km à vol d'oiseau, est de 11,4 °C et le cumul annuel moyen de précipitations est de 1 157,0 mm. 
La température maximale relevée sur cette station est de 40,3 °C, atteinte le 28 juillet 1921 ; la température minimale est de −20,7 °C, atteinte le 9 janvier 1985,,.
Les paramètres climatiques de la commune ont été estimés pour le milieu du siècle (2041-2070) selon différents scénarios d'émission de gaz à effet de serre à partir des nouvelles projections climatiques de référence DRIAS-2020. Ils sont consultables sur un site dédié publié par Météo-France en novembre 2022.

## Urbanisme

### Typologie
Au 1er janvier 2024, Fontain est catégorisée commune rurale à habitat dispersé, selon la nouvelle grille communale de densité à 7 niveaux définie par l'Insee en 2022.
Elle est située hors unité urbaine. Par ailleurs la commune fait partie de l'aire d'attraction de Besançon, dont elle est une commune de la couronne,. Cette aire, qui regroupe 310 communes, est catégorisée dans les aires de 200 000 à moins de 700 000 habitants,.

## Toponymie
Fontens en 1265 ; Fonteins en 1272 ; Fontain en 1317, 1343 ; Fontanis à la fin du XIVe siècle ; Fontaine-sous-Arguel en 1403.
Onze sources aménagées en "fontaines" sont répertoriées sur le territoire communal ; plusieurs d'entre elles ont disparu.

## Histoire

### Préhistoire
Des traces de civilisation (tumuli) datant de l'âge du fer ont été découvertes, ainsi qu’une pièce de monnaie gauloise, trois médailles romaines, un sesterce dit de Sévère Alexandre (222-235), des tuileaux et des mosaïques ; désormais conservés  au Musée des Beaux-Arts de Besançon[réf. nécessaire].

### Moyen Âge
Le Moyen Âge laisse aussi ses traces avec la découverte d’un coutelas carolingien du IXe siècle et d’un denier d'argent dit de Charles le Chauve (840-877).
L’existence de Fontain (Fontens) est mentionnée à l’époque féodale, dès 1265, comme un hameau de la seigneurie d’Arguel. Certains documents signalent l’existence d’une église sur le site en 1145.
Girard d'Arguel donne la maison forte à Jean Ier de Chalon-Arlay en 1307, transmise ensuite à Hugues Ier de Chalon-Arlay en 1316, puis à Louis II de Chalon-Arlay, seigneur de Montfaucon-Arguel en 1410.
La culture des céréales et de la vigne ainsi que l'élevage de moutons et bêtes à cornes sont déjà signalées dès 1498.

### Temps modernes
Défrichement au XVIIe siècle de la  forêt seigneuriale de Fontain qui occupait la zone éponyme très fertile et particulièrement favorable à la croissance des chênes. Il subsiste aujourd'hui 15 hectares de chênaie appartenant à la commune.
De 1644 à 1658, un procès est intenté au parlement de Dole, contre les habitants qui refusaient de faire "guet et garde" au château d'Arguel.
En 1655 on note la construction d'une chapelle au Val Henry (le Croc) .
Les frères Bénédictins de Besançon sont co-seigneurs de Fontain dès 1690, période à laquelle arrive un recteur d'école. L'église du village est reconstruite entre 1758 et 1770 et la première institutrice  est nommée en 1779.

### Révolution française et Empire
Durant la Révolution française, en  1799, 107 électeurs sur 120 inscrits sont exclus « considérés mauvais citoyens ».
L'année 1813 voit arriver une épidémie de typhoïde, 1814 l'occupation des troupes autrichiennes, enfin en 1850 et en 1859 surviennent des cas de choléra.

### Époque contemporaine
Vers 1844, il existe deux fromageries : une à la Forêt qui cessera son activité en 1976, et une au village sur l'emplacement de l'ancienne huilerie.
À la suite de la grande épidémie qui épargna la commune en 1854, une statue de la vierge protectrice du choléra est consacrée au lieu-dit les Coulemins.
Le fort Fort de Fontain (renommé fort de Marulaz en 1887 à la suite d'un décret du général Boulanger) est édifié dans le cadre du système Séré de Rivières de 1874 à 1878 à l'emplacement d'une redoute de la guerre franco-allemande de 1870 pour contribuer à la défense de la place fortifiée de Besançon. Sa capacité est de 252 hommes et 20 canons. Il reçoit, en 1876, la visite du président de la République : le maréchal de Mac-Mahon.

#### Seconde Guerre mondiale
Dans la nuit du 17 au 18 juin 1940, les troupes allemandes, qui ont investi Besançon, traversent le village.
Le 8 février 1944, un Junker 87 parti de Tavaux, a une avarie dans une tempête de neige. Un aviateur s'éjecte, puis l'avion s'écrase dans le Bois nouveau à l'est du hameau de Chenevrey et prend feu,.
Début septembre 1944, les Américains bombardent le fort de Fontain depuis la Verte Montagne (lieu-dit de Fontain).
Le 19 janvier 1945  un avion américain Martin B-26 Marauder, de retour de mission en Allemagne, s'écrase au lieu-dit le Croc faisant 6 victimes.

#### L'après-Guerre et les Trente glorieuses
Le bâtiment de la fruitière à Comté est rénové en chalet de fromagerie en 1953. En décembre 2015, la fruitière est transférée dans de nouveau locaux sur la zone d'activités, route de Pugey.
Le village se dote d'un groupe scolaire capable d'accueillir environ 120 enfants au début des années 1980. En 2018, l'école est rénovée pour accueillir plus de 200 enfants, avec une salle multi-activité et un équipement moderne.
L'église subit deux tranches de travaux : le clocher puis la toiture en 2002.
Le 1er janvier 2019, la commune absorbe Arguel et devient une commune nouvelle,.

## Politique et administration

### Circonscriptions administratives et électorales
Depuis la création de la commune nouvelle, celle-ci fait partie de l'arrondissement de Besançon du département du Doubs
Pour les élections départementales, la commune fait partie du canton de Besançon-5.
Pour l'élection des députés, elle fait partie de la deuxième circonscription du Doubs.

### Intercommunalités
Fontain est membre de la communauté urbaine dénommée  Grand Besançon Métropole, un établissement public de coopération intercommunale (EPCI) à fiscalité propre créé en 1993 et auquel la commune avait transféré un certain nombre de ses compétences, dans les conditions déterminées par le code général des collectivités territoriales.
En 2023, Fontain fait partie de deux  autres structures intercommunales sans fiscalité propre :
- SIVOM pour l'aménagement  de Besançon -Sud Plateau ;
- SIVOM Fontain-Arguel-La Vèze-Pugey (écoles).

### Liste des maires
| Période            | Période                        | Identité                | Étiquette      | Qualité                               |
| ------------------ | ------------------------------ | ----------------------- | -------------- | ------------------------------------- |
|                    |                                |                         |                |                                       |
| mars 1836          |                                | J. A. Pinard            |                |                                       |
| avant février 1880 |                                | Félicien Pinard         |                |                                       |
|                    |                                |                         |                |                                       |
| 1989               | 1995                           | André Spony             |                |                                       |
| 1995               | 2014                           | Jean-Paul Dillschneider | UDF puis MoDem |                                       |
| 2014               | mai 2020                       | Martine Doney           | SE             | Agricultrice                          |
| mai 2020,          | 19 août 2022                   | Jean-Pierre Vagne       |                | Démissionnaire                        |
| août 2022          | En cours (au 16 décembre 2022) | Catherine Hamelin       |                | Cadre à l’Université de Franche-Comté |

## Démographie
La population des anciennes communes puis de la commune nouvelle est connue par les recensements menés régulièrement par l'Insee. Les chiffres qui suivent concernent jusqu'en 2018 la commune initiale de Fontain, et, depuis 2019, les chiffres de la commune nouvelle, intégrant donc le territoire d'Arguel, qui comptait 273 habitants en 2016.
En 2025, la commune nouvelle comptait 1 200 habitants.
| 1793 | 1800 | 1806 | 1821 | 1831 | 1836 | 1841 | 1846 | 1851 |
| ---- | ---- | ---- | ---- | ---- | ---- | ---- | ---- | ---- |
| 709  | 713  | 713  | 679  | 672  | 726  | 712  | 663  | 650  |

| 1856 | 1861 | 1866 | 1872 | 1876 | 1881 | 1886 | 1891 | 1896 |
| ---- | ---- | ---- | ---- | ---- | ---- | ---- | ---- | ---- |
| 625  | 612  | 570  | 470  | 581  | 570  | 478  | 481  | 455  |

| 1901 | 1906 | 1911 | 1921 | 1926 | 1931 | 1936 | 1946 | 1954 |
| ---- | ---- | ---- | ---- | ---- | ---- | ---- | ---- | ---- |
| 441  | 435  | 392  | 358  | 361  | 345  | 328  | 311  | 354  |

| 1962 | 1968 | 1975 | 1982 | 1990 | 1999 | 2005 | 2006 | 2010 |
| ---- | ---- | ---- | ---- | ---- | ---- | ---- | ---- | ---- |
| 320  | 325  | 475  | 647  | 721  | 792  | 865  | 908  | 954  |

| 2015  | 2020  | 2022  | - | - | - | - | - | - |
| ----- | ----- | ----- | - | - | - | - | - | - |
| 1 009 | 1 226 | 1 200 | - | - | - | - | - | - |

## Économie
La fruitière de Fontain produit depuis 1922 des fromages de Comté.

## Culture locale et patrimoine

### Lieux et monuments
- On trouve dans la commune deux édifices religieux : l'église Saint-Pierre de Fontain avec son clocher comtois et la chapelle Saint-Hippolyte d'Arguel.

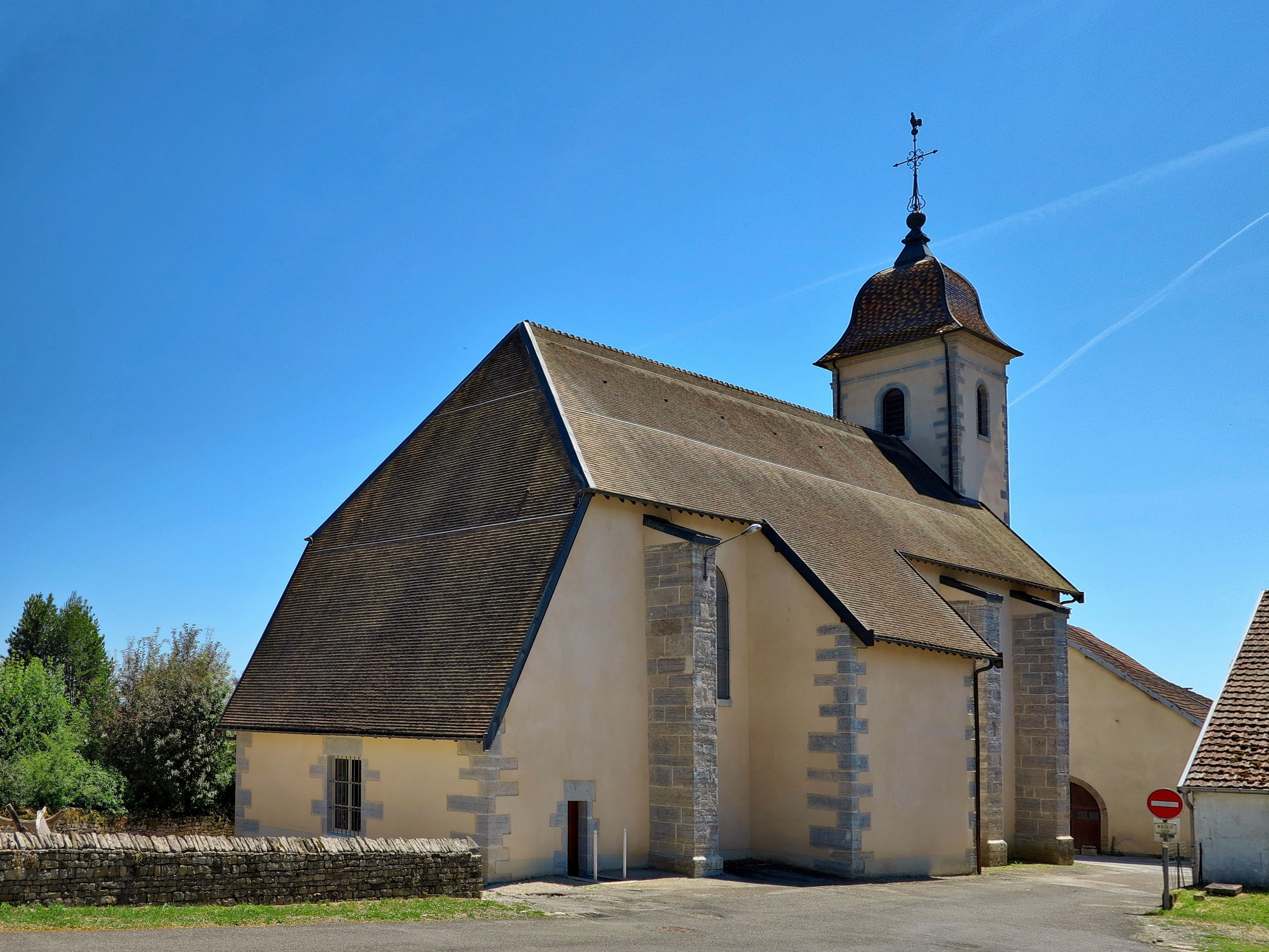
L'église de Fontain.
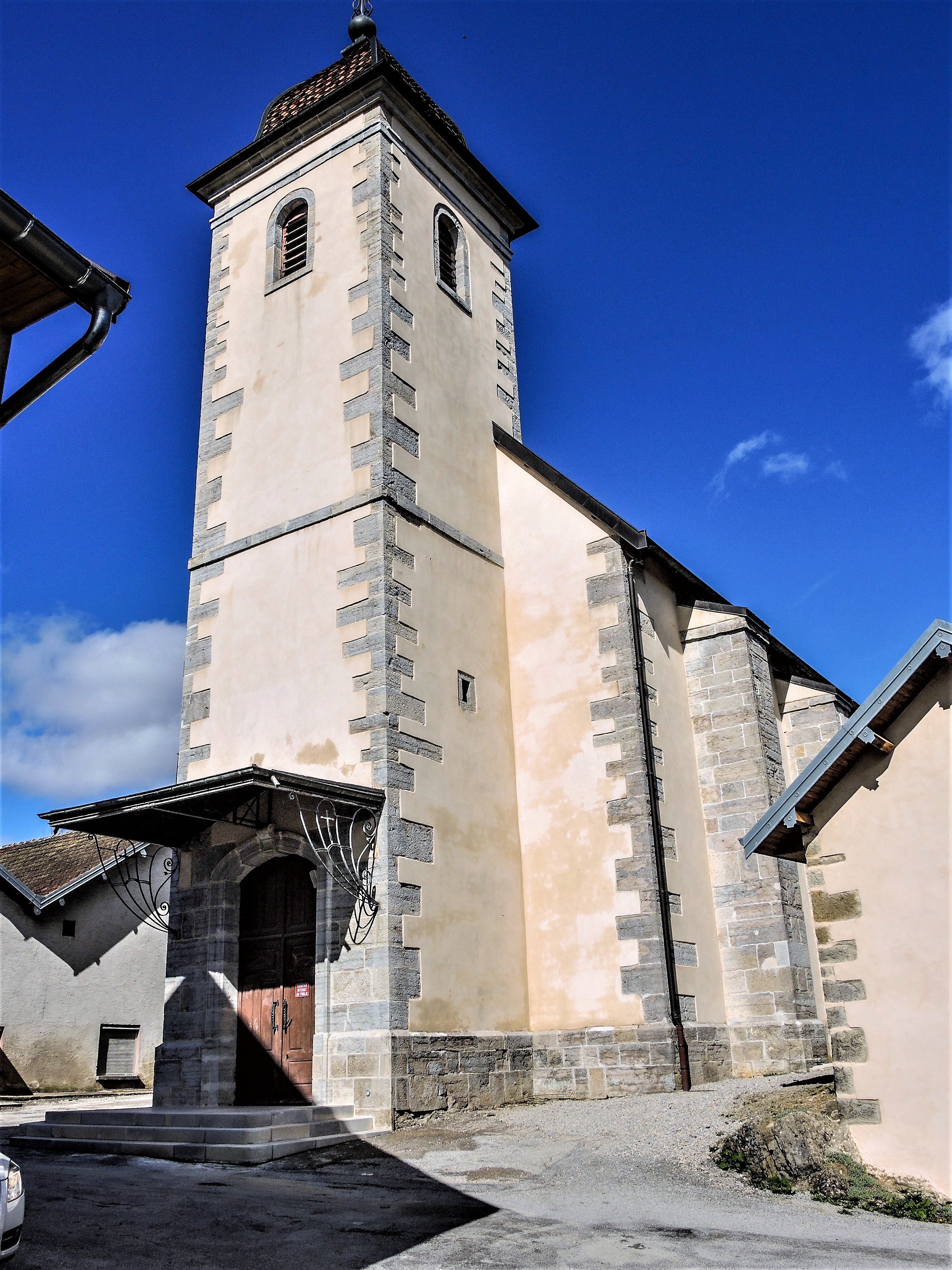
Le clocher-porche.
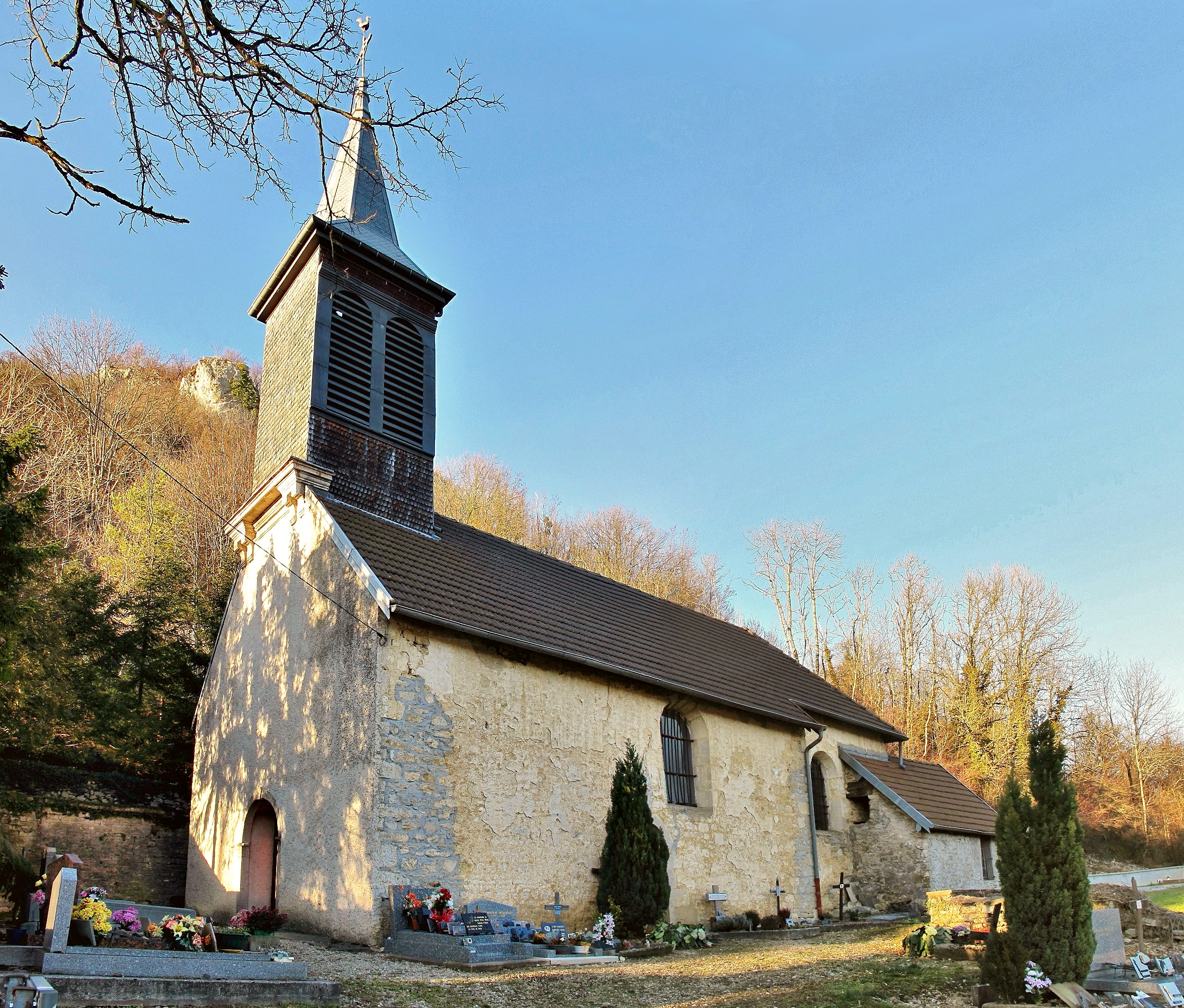
L'église d'Arguel.

- Les nombreuses fontaines : lavoir-abreuvoir restauré, fontaine et réservoir au bourg de Fontain, lavoir d'Arguel, lavoir de la fontaine de la Foulée Chantoubin, fontaine du hameau du Croc.

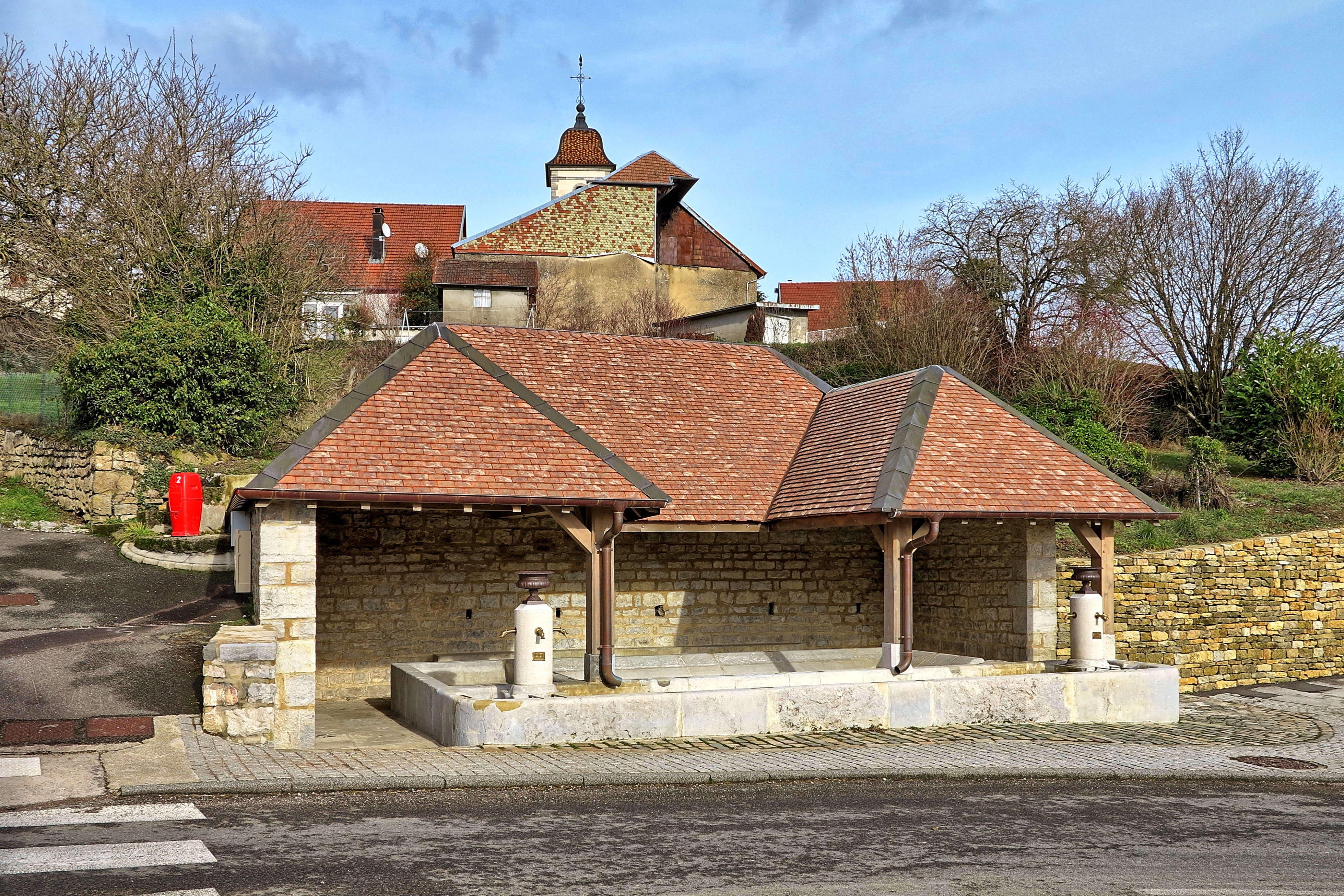
Le lavoir-abreuvoir restauré.
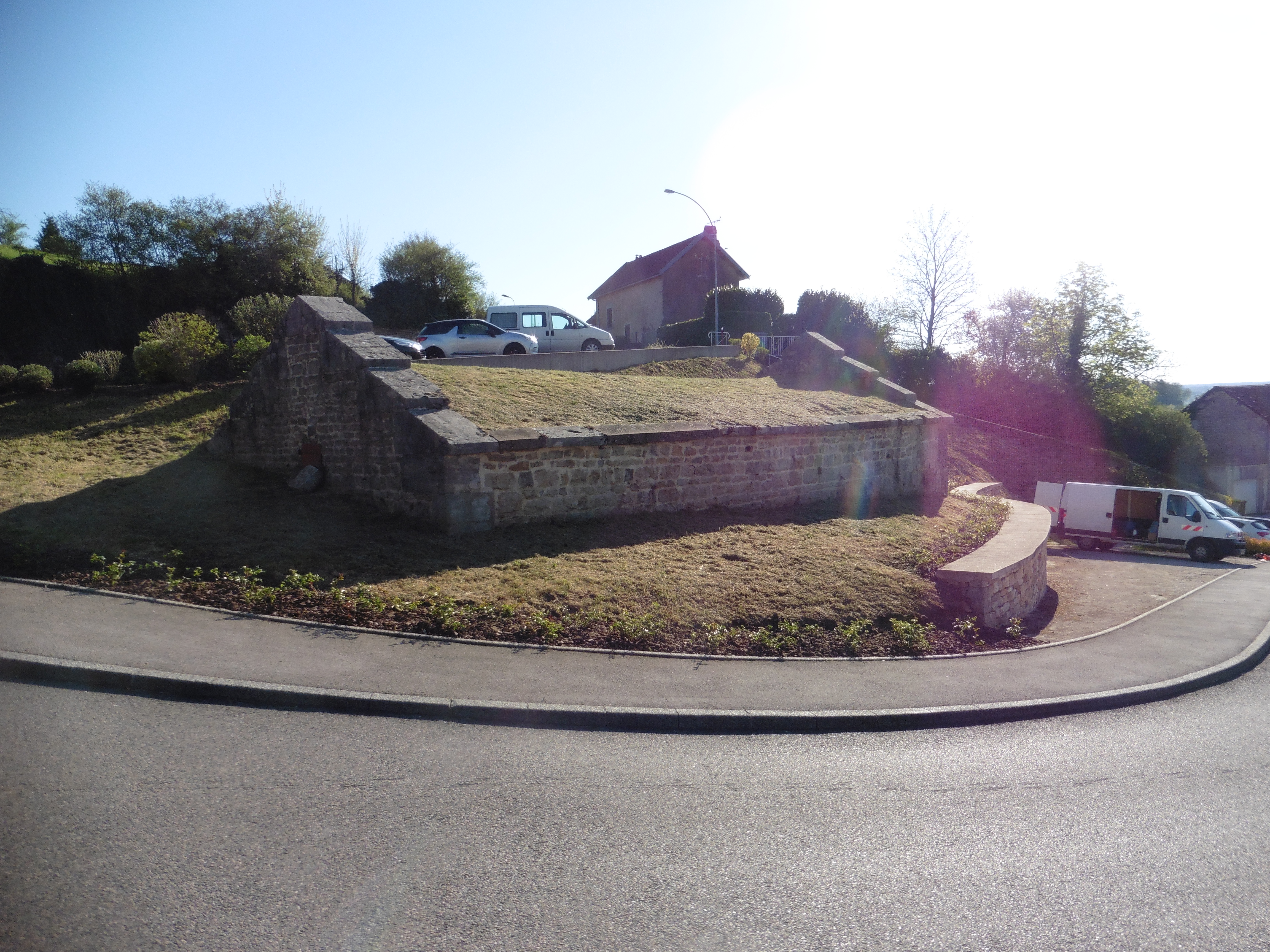
Réservoir municipal.
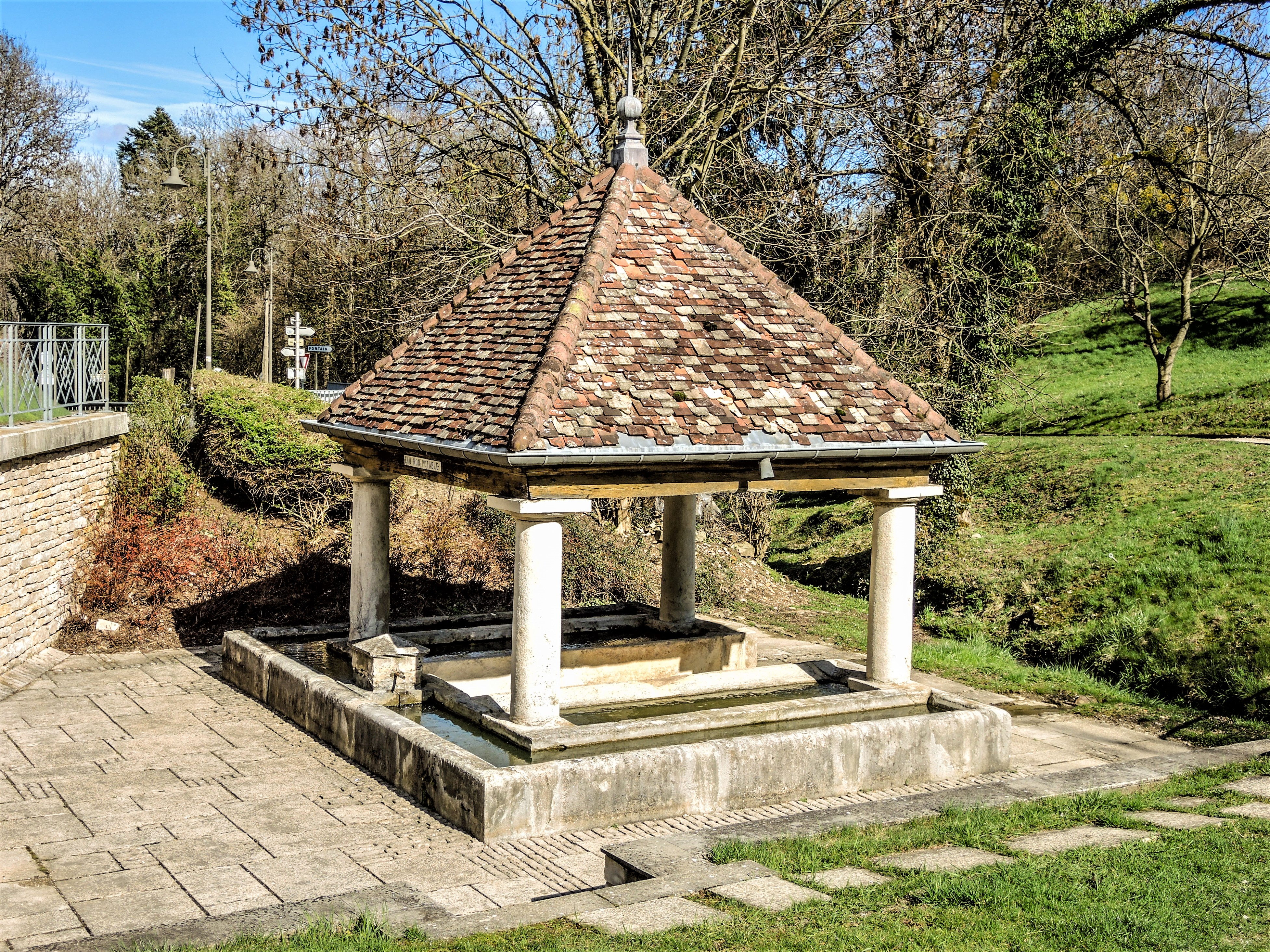
Lavoir d'Arguel.
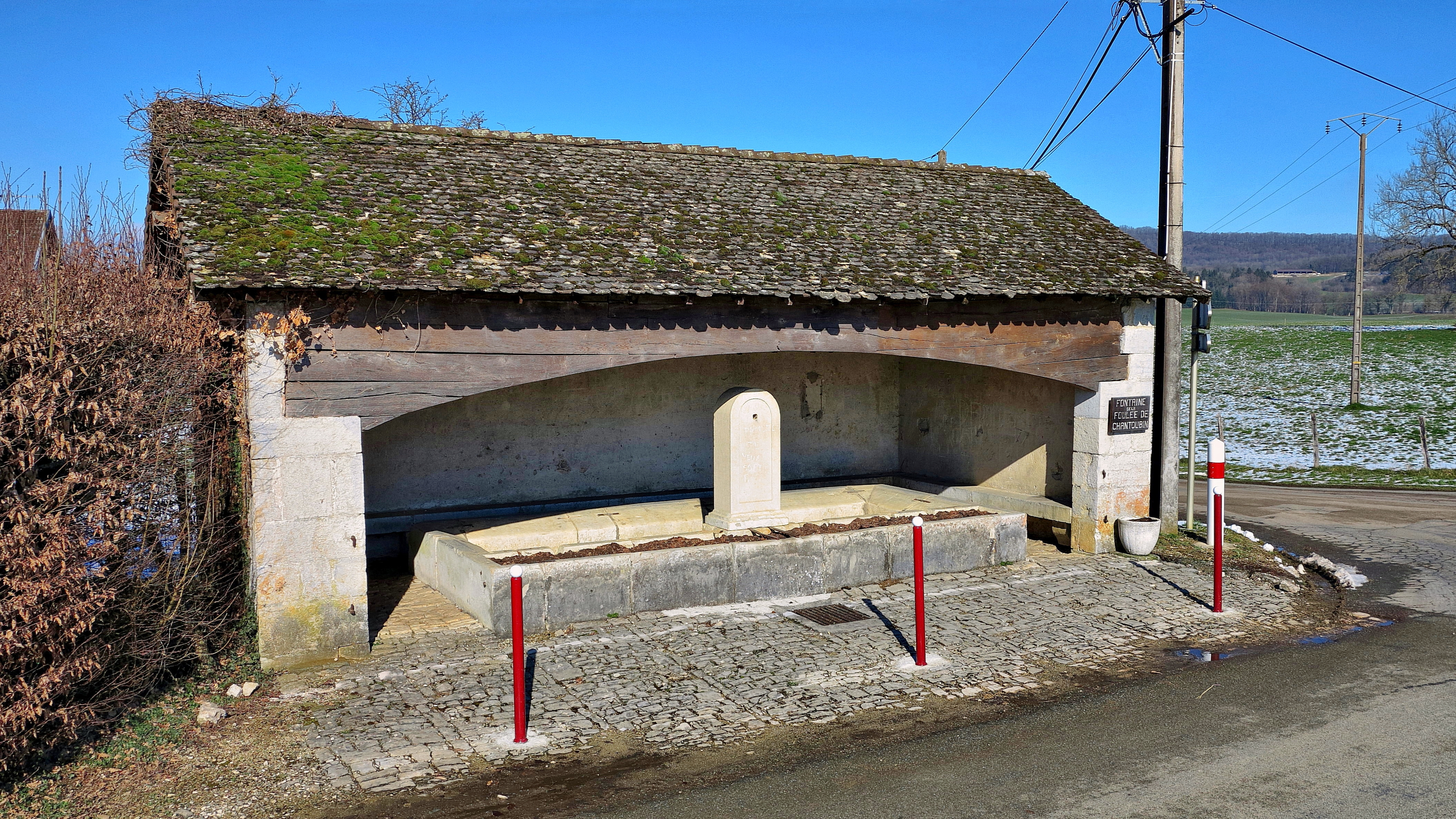
La fontaine de la Foulée Chantoubin.
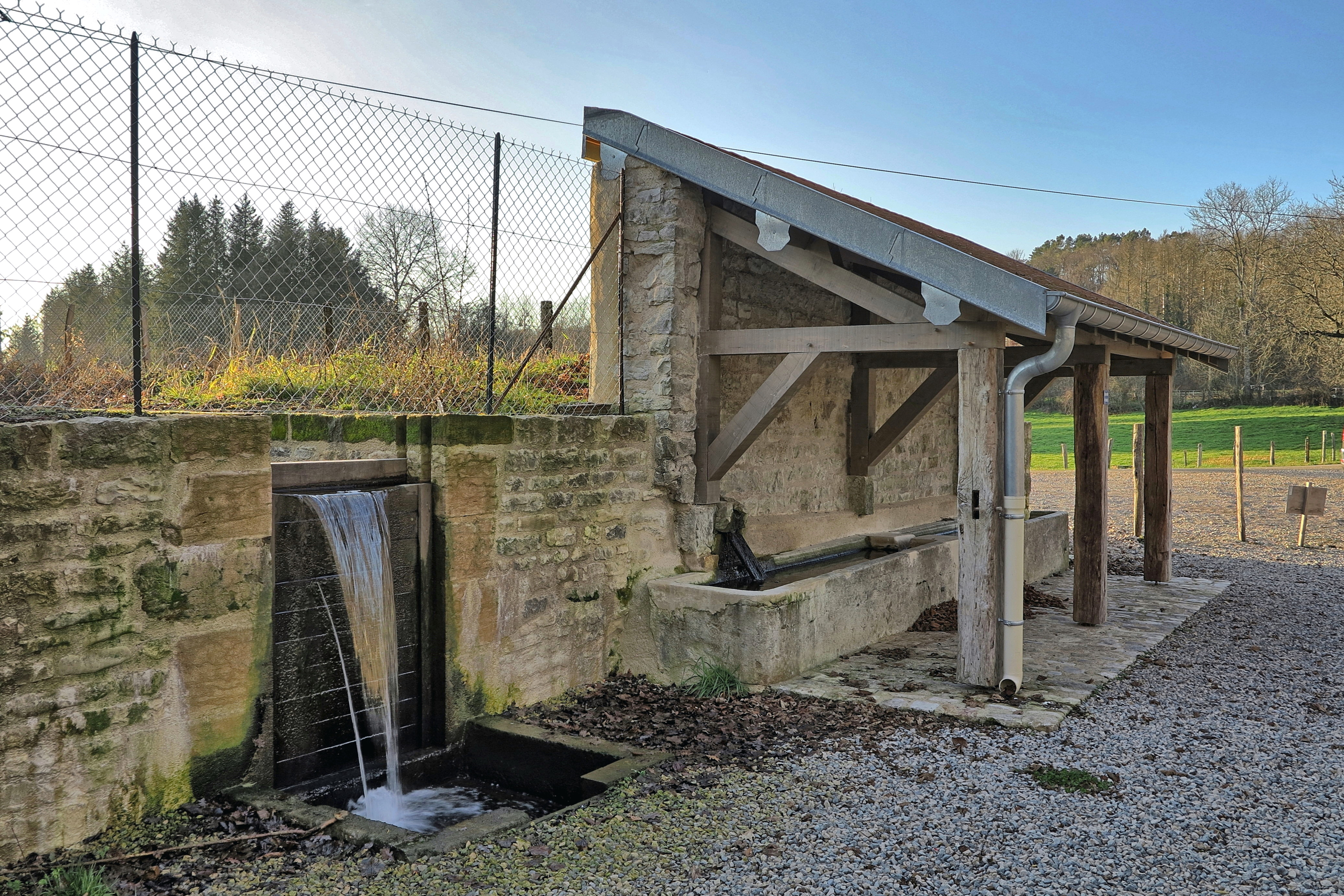
La fontaine du Croc.

- Les sites médiévaux : 
  - la plateforme terrassée de l'ancienne maison-forte médiévale au lieu-dit les Cheneaux[29] (inscrite à dans la base Mérimée).
  - les vestiges du château d'Arguel qui domine le village et la vallée du Doubs.

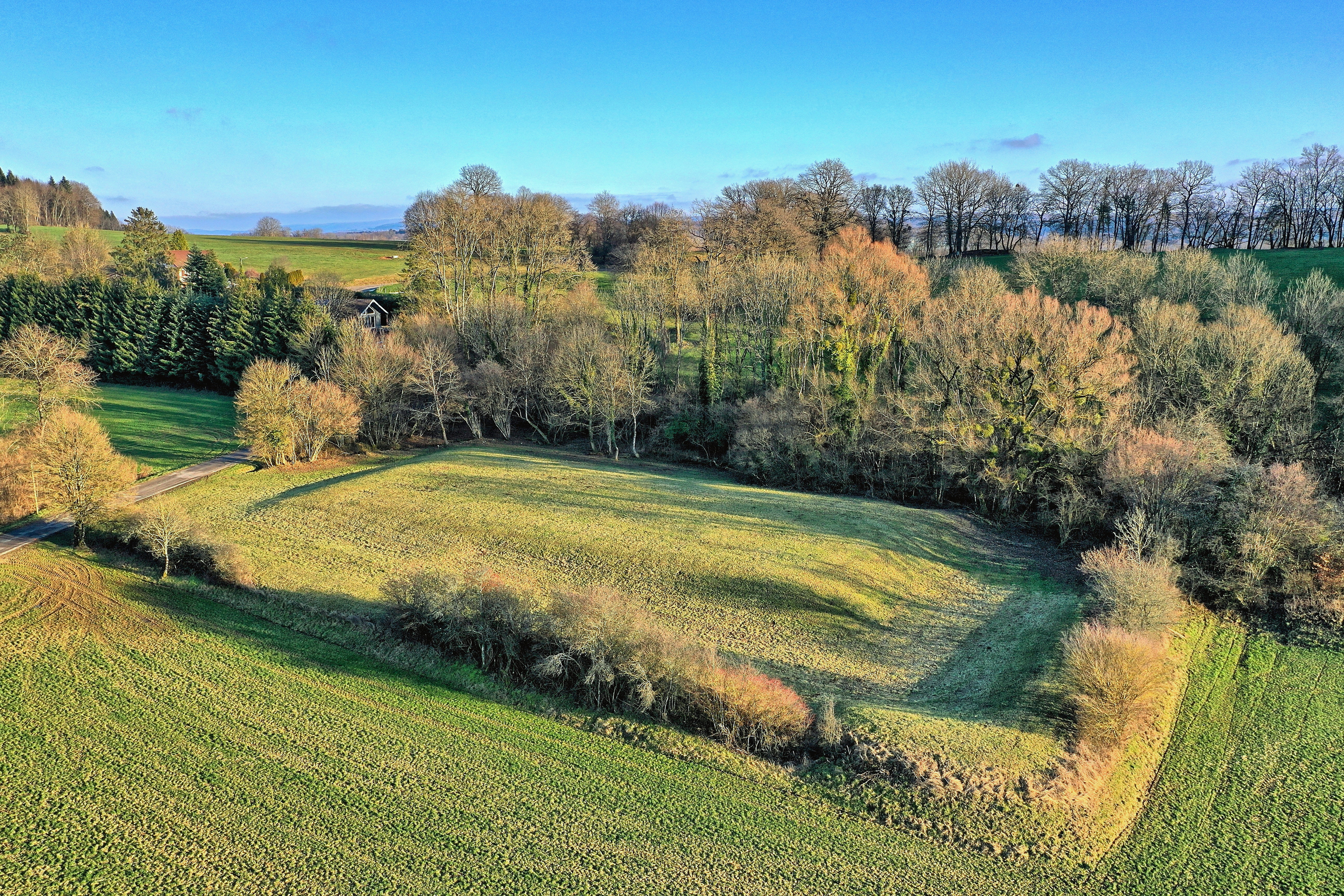
La plateforme de l'ancienne maison-forte médiévale.
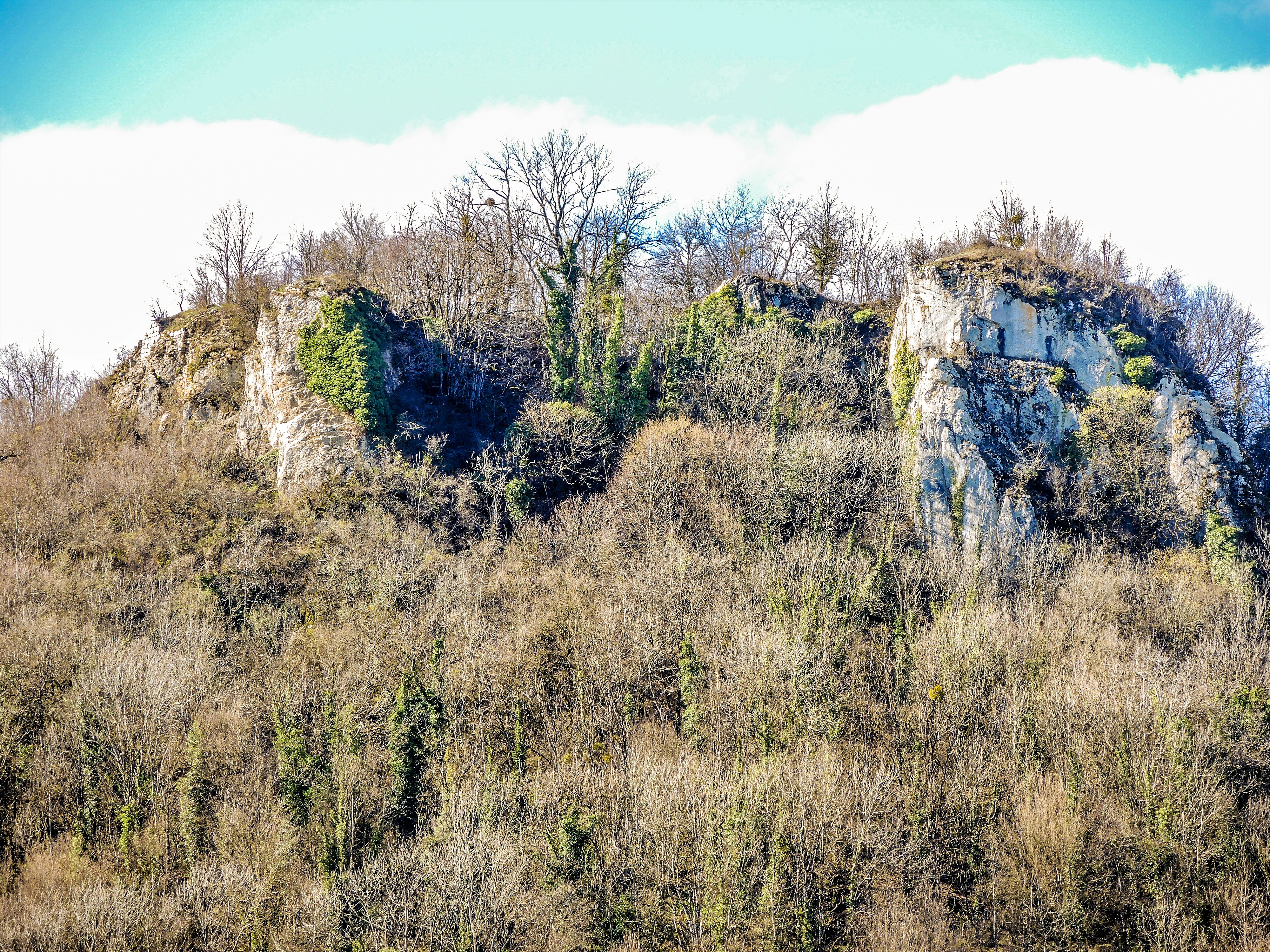
Les ruines du château d'Arguel.

- Le monument aux morts, situé  rue de l'École.
- Le monument à la gloire des soldats américains qui s'écrasèrent au lieu-dit le Croc en 1945, lors de la Seconde Guerre mondiale.

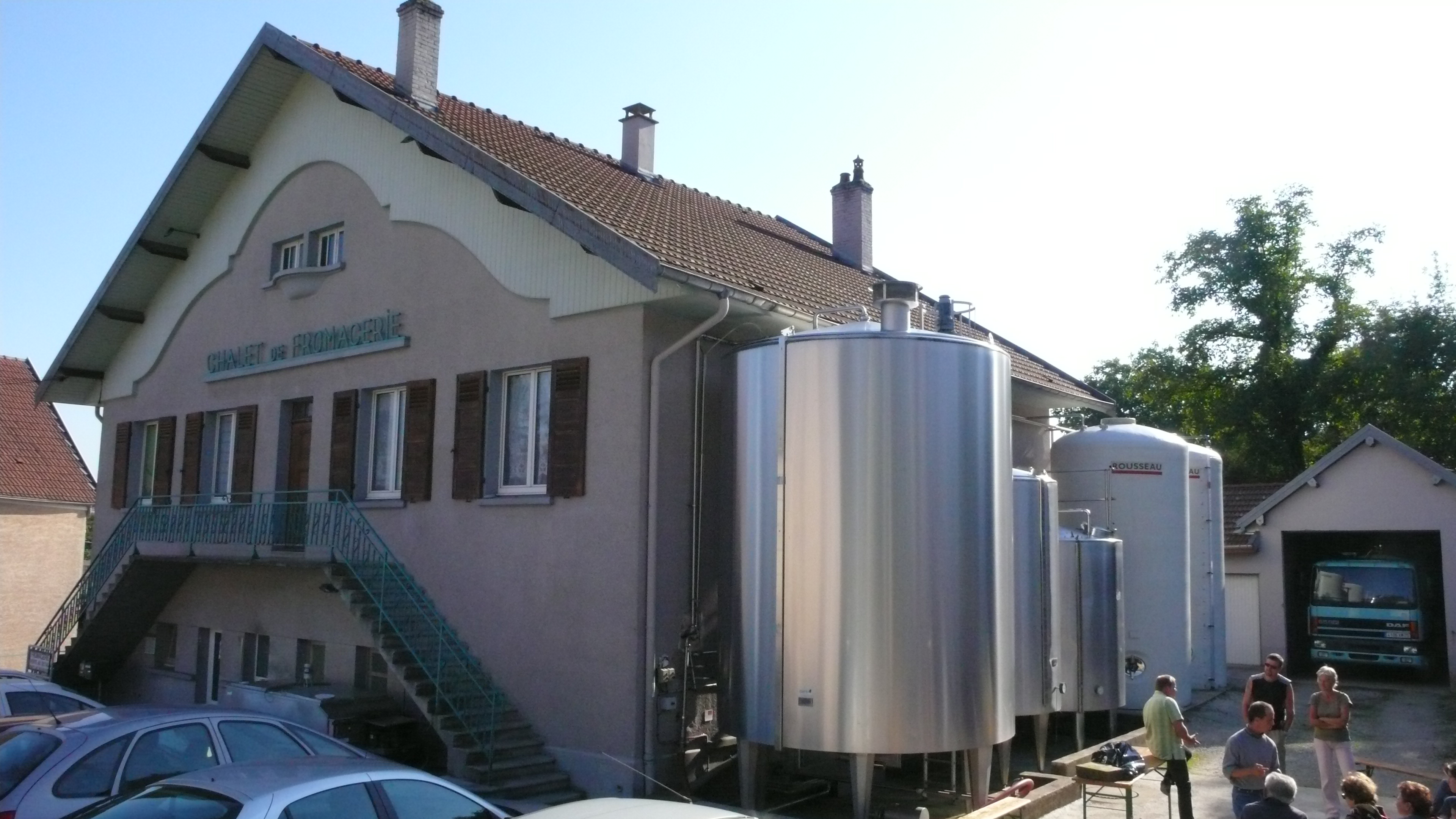
Ancienne fromagerie.
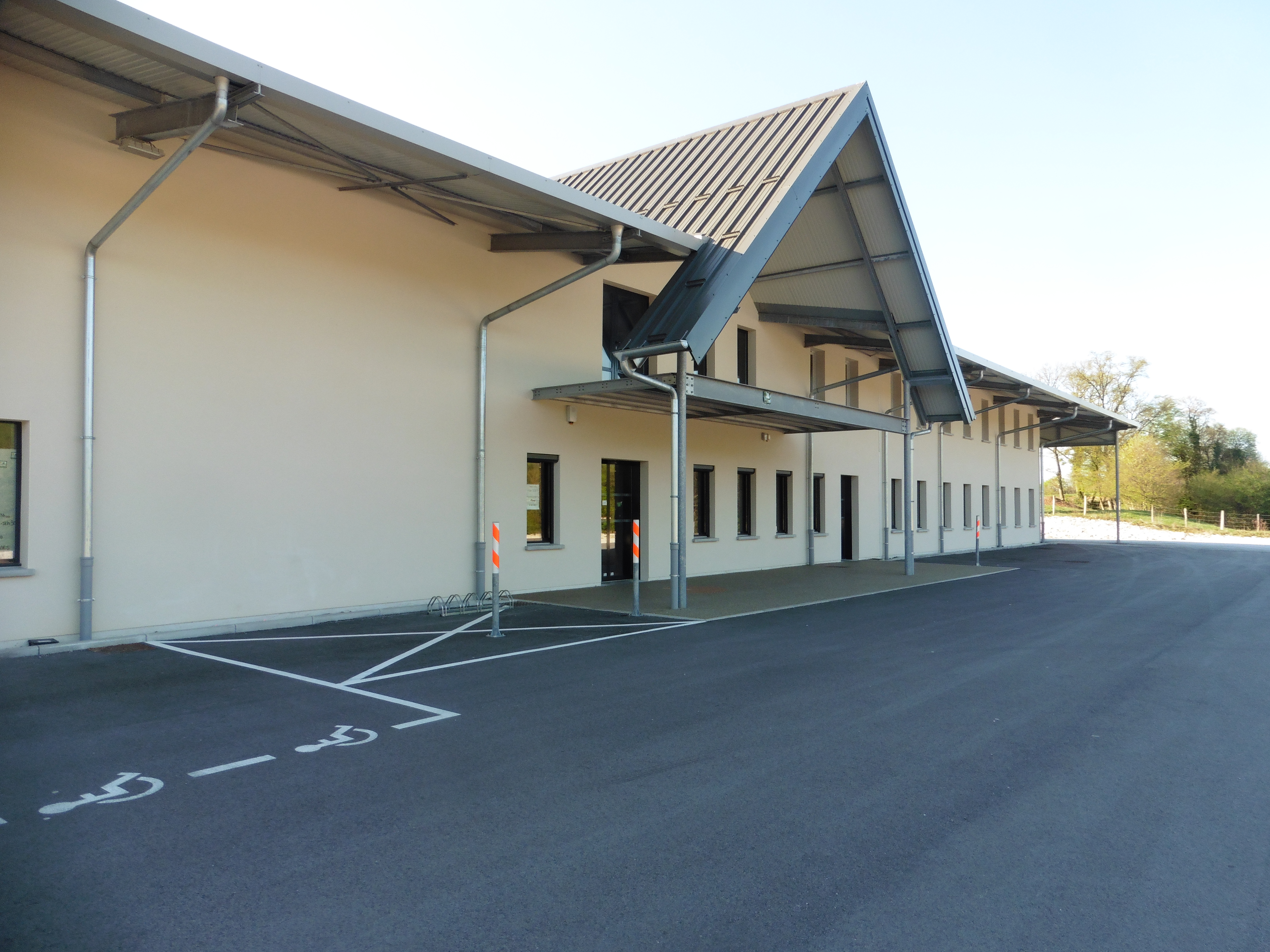
Nouvelle fromagerie.
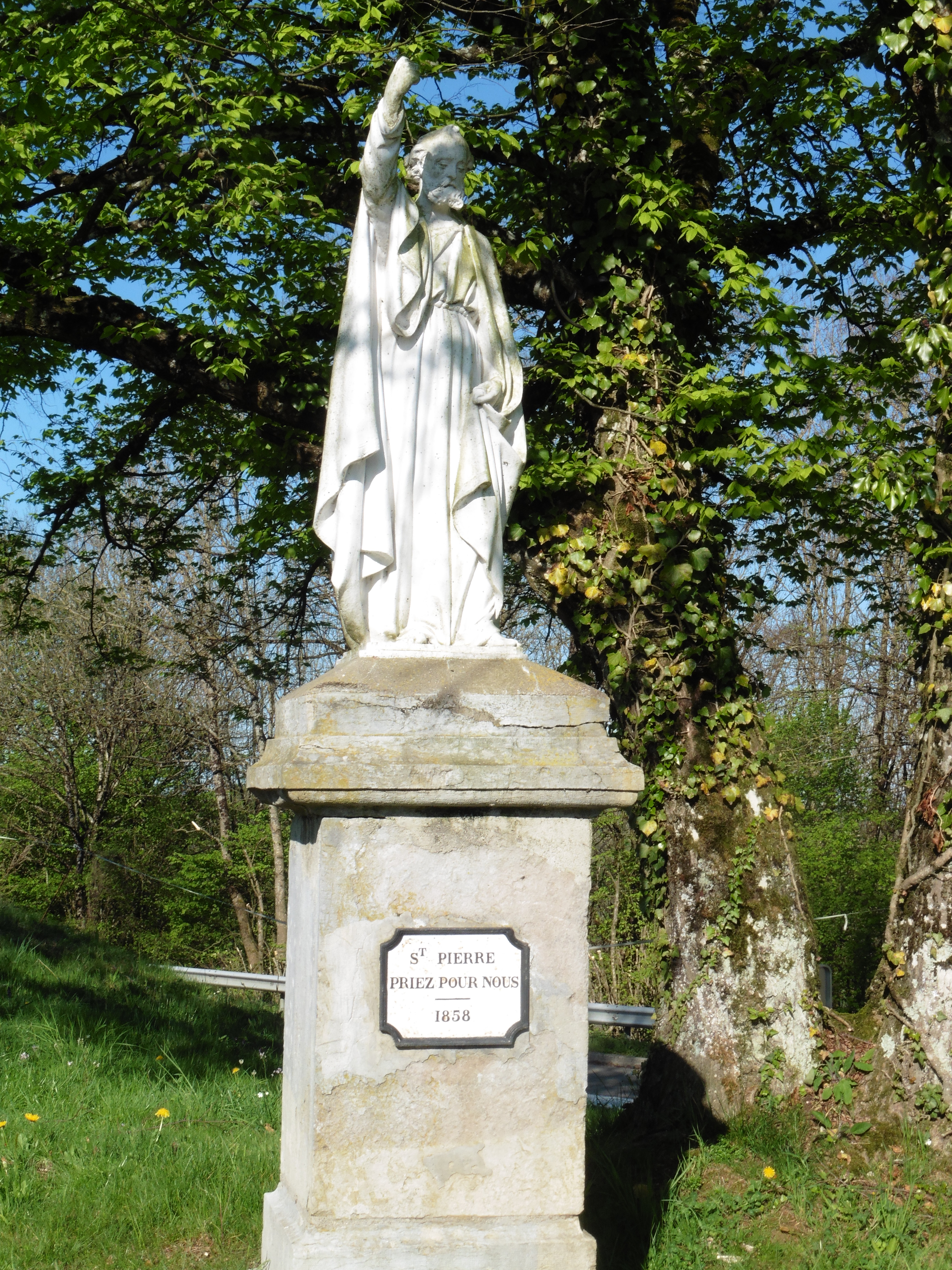
Statue de Saint-Pierre.
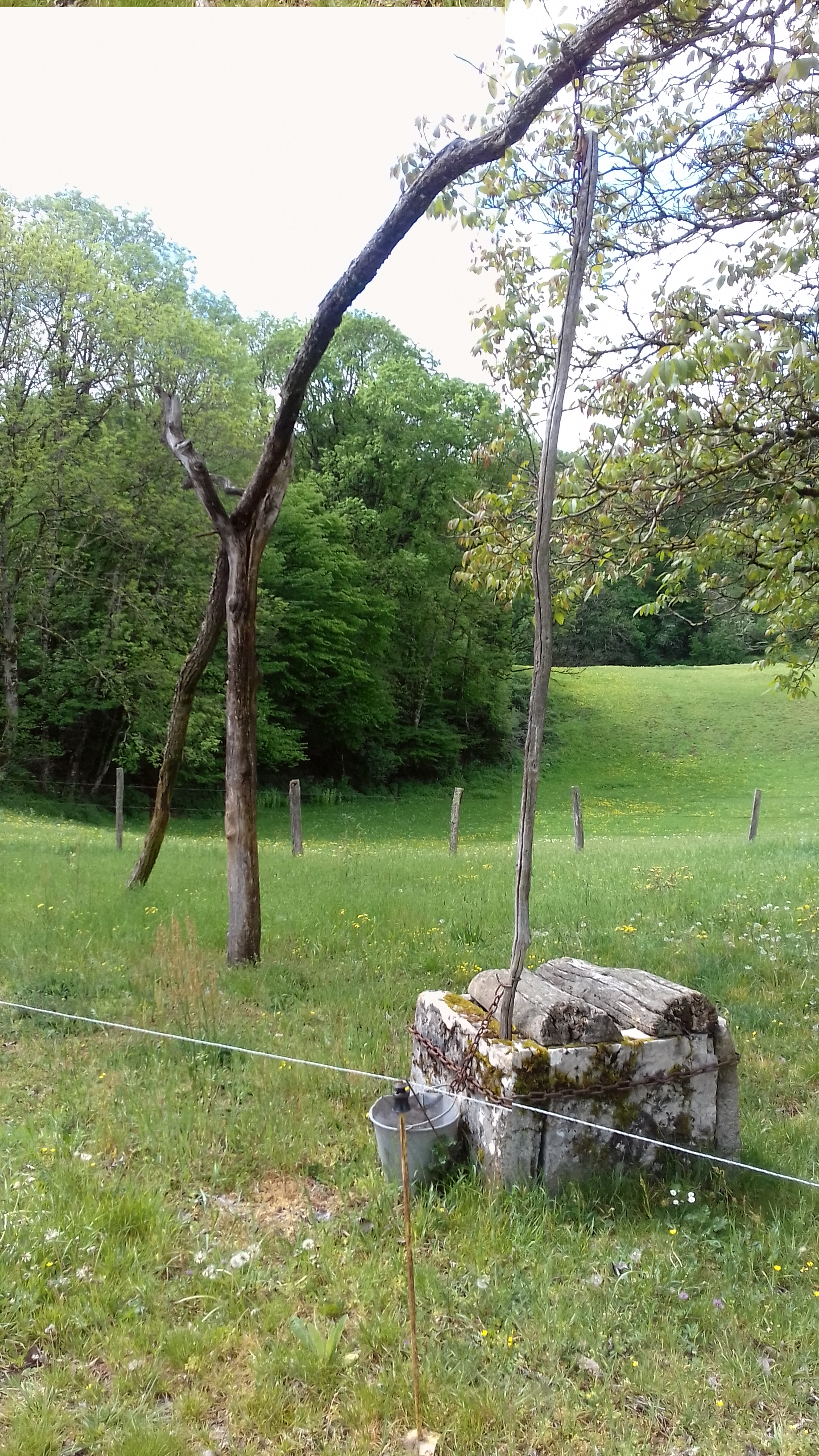
Puits à balancier.

### Personnalités liées à la commune
- Joseph Pinard (1936-), historien français, et personnalité politique PS, ancien député du Doubs, syndicaliste, militant catholique, professeur agrégé d'histoire et auteur spécialiste de nombreux ouvrages régionalistes d'histoire de la Franche-Comté
- Philippe Gladoux (1925-1943), Résistant.

### Héraldique
| Blason de Fontain | Blason  | De gueules à la bande d'or, aux deux fontaines de sable sur une base du même brochant sur le tout, l'eau d'azur jaillissant de la première vers dextre et de la seconde vers senestre, au chêne arraché de sinople brochant sur le tout du tout. |
| Blason de Fontain | Détails | Le statut officiel du blason reste à déterminer. |

| Blason de Arguel | Blason  | De gueules à la comète à huit rais et une queue d'or. |
| Blason de Arguel | Détails | Le statut officiel du blason reste à déterminer.      |